# A Traveler's Guide to Space and Time
A Traveler's Guide to Space and Time è il primo boxset dei Blind Guardian. Contiene 15 dischi e copre la carriera della band dal 1988 al 2004, gli anni in cui sono stati sotto contratto con la Virgin Records. Insieme a sette album in studio, due live e una compilation (tutti rimasterizzati nel 2012 e alcuni anche remixati), contiene anche Imaginations Through the Looking Glass in formato audio, un'edizione speciale di Nightfall in Middle-Earth e un CD di demo e rarità. Contiene anche un booklet di 20 pagine, un artwork numerato e un plettro con il logo della band. È uscito in edizione limitata, con solamente 8000 copie distribuite in tutto il mondo.

## Tracce

### Disco 1:Battalions of Fear
Digitally Remastered 2012
1. Majesty – 7:29 (testo: Hansi Kürsch – musica: Hansi Kürsch, André Olbrich)
2. Guardian of the Blind – 5:11 (testo: Kürsch – musica: Kürsch, Olbrich, Marcus Siepen, Thomas Stauch)
3. Trial by the Archon – 1:44 (testo: N/A – musica: Kürsch, Olbrich)
4. Wizard's Crown – 3:48 (testo: Kürsch – musica: Kürsch, Olbrich)
5. Run for the Night – 3:34 (testo: Kürsch – musica: Kürsch, Olbrich)
6. The Martyr – 6:15 (testo: Kürsch – musica: Kürsch, Olbrich)
7. Battalions of Fear – 6:06 (testo: Kürsch – musica: Kürsch, Olbrich)
8. By the Gates of Moria – 2:52 (testo: N/A – musica: Kürsch, Olbrich)
9. Gandalf's Rebirth (New 2013 Mix) – 2:12 (testo: N/A – musica: Kürsch, Olbrich)

### Disco 2:Follow the Blind
Digitally Remastered 2012
1. Inquisition – 0:41 (testo: N/A – musica: Kürsch, Olbrich, Siepen, Stauch)
2. Banish from Sanctuary – 5:28 (testo: Kürsch – musica: Kürsch, Olbrich, Siepen, Stauch)
3. Damned for All Time – 4:58 (testo: Kürsch – musica: Kürsch, Olbrich, Siepen, Stauch)
4. Follow the Blind – 7:09 (testo: Kürsch – musica: Kürsch, Olbrich, Siepen, Stauch)
5. Hall of the King – 4:16 (testo: Kürsch – musica: Kürsch, Olbrich, Siepen, Stauch)
6. Fast to Madness – 5:59 (testo: Kürsch – musica: Kürsch, Olbrich, Siepen, Stauch)
7. Beyond the Ice – 3:28 (testo: N/A – musica: Kürsch, Olbrich, Siepen, Stauch)
8. Valhalla (ft. Kai Hansen, Gamma Ray, ex-Helloween) – 4:55 (testo: Kürsch – musica: Kürsch, Olbrich, Siepen, Stauch)
9. Don't Break the Circle (Demon cover) – 4:20 (testo: Mal Spooner, Dave Hill – musica: Spooner, Hill)
10. Barbara Ann (The Regents e Beach Boys cover) – 1:42 (testo: Fred Fassert – musica: Fassert)

### Disco 3:Tales from the Twilight World
Digitally Remastered 2012 & New Mix 2012
1. Traveler in Time – 6:01 (testo: Kürsch – musica: Kürsch, Olbrich)
2. Welcome to Dying – 4:50 (testo: Kürsch – musica: Kürsch, Olbrich)
3. Weird Dreams – 1:19 (testo: N/A – musica: Olbrich)
4. Lord of the Rings – 3:16 (testo: Kürsch – musica: Kürsch, Siepen)
5. Goodbye My Friend – 5:35 (testo: Kürsch – musica: Kürsch, Olbrich, Stauch)
6. Lost in the Twilight Hall – 6:03 (testo: Kürsch – musica: Kürsch, Olbrich, Siepen, Stauch)
7. Tommyknockers – 5:09 (testo: Kürsch – musica: Kürsch, Olbrich)
8. Altair 4 – 1:50 (testo: Kürsch – musica: Kürsch, Olbrich)
9. The Last Candle – 6:02 (testo: Kürsch – musica: Kürsch, Olbrich)
10. Run for the Night (Live) – 3:43 (testo: Kürsch – musica: Kürsch, Olbrich)

### Disco 4:Somewhere Far Beyond
Digitally Remastered 2012 & New Mix 2012
1. Time What Is Time – 5:42 (testo: Kürsch – musica: Kürsch, Olbrich)
2. Journey Through the Dark – 4:48 (testo: Kürsch – musica: Kürsch, Olbrich)
3. Black Chamber – 0:57 (testo: Kürsch – musica: Kürsch)
4. Theatre of Pain – 4:11 (testo: Kürsch – musica: Kürsch, Olbrich)
5. The Quest for Tanelorn – 5:55 (testo: Kürsch – musica: Kürsch, Olbrich, Siepen, Kai Hansen)
6. Ashes to Ashes – 6:00 (testo: Kürsch – musica: Kürsch, Olbrich)
7. The Bard's Song (In the Forest) – 3:10 (testo: Kürsch – musica: Kürsch, Olbrich)
8. The Bard's Song (The Hobbit) – 3:37 (testo: Kürsch – musica: Kürsch, Olbrich)
9. The Piper's Calling – 0:57 (testo: N/A – musica: Kürsch, Olbrich)
10. Somewhere Far Beyond – 7:32 (testo: Kürsch – musica: Kürsch, Olbrich)
11. Spread Your Wings (Queen cover) – 4:28 (testo: John Deacon – musica: Deacon)
12. Trial by Fire (Satan cover) – 3:43 (testo: Russ Tippins – musica: Tippins)
13. Theatre of Pain (Classic version) – 4:11 (testo: Kürsch – musica: Kürsch, Olbrich, Mathias Wiesner)

### Disco 5:Tokyo Tales
Original 1993 Mix, Digitally Remastered 2012
1. Inquisition – 0:49 (testo: N/A – musica: Kürsch, Olbrich, Siepen, Stauch)
2. Banish from Sanctuary – 6:13 (testo: Kürsch – musica: Kürsch, Olbrich, Siepen, Stauch)
3. Journey Through the Dark – 5:12 (testo: Kürsch – musica: Kürsch, Olbrich)
4. Traveler in Time – 6:33 (testo: Kürsch – musica: Kürsch, Olbrich)
5. The Quest for Tanelorn – 6:02 (testo: Kürsch – musica: Kürsch, Olbrich, Siepen, Hansen)
6. Goodbye My Friend – 6:27 (testo: Kürsch – musica: Kürsch, Olbrich, Stauch)
7. Time What Is Time – 6:41 (testo: Kürsch – musica: Kürsch, Olbrich)
8. Majesty – 7:50 (testo: Kürsch – musica: Kürsch, Olbrich)
9. Valhalla – 6:08 (testo: Kürsch – musica: Kürsch, Olbrich, Siepen, Stauch)
10. Welcome to Dying – 5:55 (testo: Kürsch – musica: Kürsch, Olbrich)
11. Lost in the Twilight Hall – 7:25 (testo: Kürsch – musica: Kürsch, Olbrich, Siepen, Stauch)
12. Barbara Ann – 2:56 (testo: Fassert – musica: Fassert)

### Disco 6:Imaginations from the Other Side
Digitally Remastered 2012 & New Mix 2012
1. Imaginations from the Other Side – 7:10 (testo: Kürsch – musica: Kürsch, Olbrich)
2. I'm Alive – 5:31 (testo: Kürsch – musica: Kürsch, Olbrich)
3. A Past and Future Secret – 3:43 (testo: Kürsch – musica: Kürsch, Olbrich)
4. The Script for My Requiem – 6:54 (testo: Kürsch – musica: Kürsch, Olbrich)
5. Mordred's Song – 5:27 (testo: Kürsch – musica: Kürsch, Olbrich)
6. Born in a Mourning Hall – 5:14 (testo: Kürsch – musica: Kürsch, Olbrich)
7. Bright Eyes – 5:14 (testo: Kürsch – musica: Kürsch, Olbrich)
8. Another Holy War – 4:35 (testo: Kürsch – musica: Kürsch, Olbrich)
9. And the Story Ends – 5:57 (testo: Kürsch – musica: Kürsch, Olbrich)

### Disco 7:The Forgotten Tales
Original Mixes Digitally Remastered 2012
1. Mr. Sandman (The Chordettes cover) – 2:09 (testo: Pat Ballard – musica: Ballard)
2. Surfin' U.S.A. (The Beach Boys cover) – 2:23 (testo: Brian Wilson – musica: Chuck Berry)
3. Bright Eyes (Acoustic version) – 4:20 (testo: Kürsch – musica: Kürsch, Olbrich)
4. Lord of the Rings (Orchestral version) – 3:54 (testo: Kürsch – musica: Kürsch, Siepen)
5. The Wizard (Uriah Heep cover) – 3:15 (testo: Ken Hensley – musica: Hensley)
6. Spread Your Wings (Queen cover) – 4:13 (testo: Deacon – musica: Deacon)
7. Mordred's Song (Acoustic version) – 5:15 (testo: Kürsch – musica: Kürsch, Olbrich)
8. Black Chamber (Orchestral version) – 1:15 (testo: Kürsch – musica: Kürsch)
9. The Bard's Song (Live) – 4:11 (testo: Kürsch – musica: Kürsch, Olbrich)
10. Barbara Ann/Long Tall Sally (The Regents/Little Richard cover) – 1:43 (testo: Fassert, Richard Penniman, Entoris Johnson, Robert Blackwell – musica: Fassert, Penniman, Johnson, Blackwell)
11. A Past and Future Secret – 3:46 (testo: Kürsch – musica: Kürsch, Olbrich)
12. To France (Mike Oldfield cover) – 4:40 (testo: Mike Oldfield – musica: Oldfield)
13. Theatre of Pain (Orchestral version) – 4:16 (testo: N/A – musica: Kürsch, Olbrich, Wiesner)

### Disco 8:Nightfall in Middle-Earth
Digitally Remastered 2012 & New Mix 2012
1. War of Wrath – 1:50 (testo: Kürsch – musica: Kürsch, Olbrich)
2. Into the Storm – 4:24 (testo: Kürsch – musica: Kürsch, Olbrich)
3. Lammoth – 0:28 (testo: N/A – musica: Kürsch, Olbrich)
4. Nightfall – 5:32 (testo: Kürsch – musica: Kürsch, Olbrich)
5. The Minstrel – 0:31 (testo: Kürsch – musica: Kürsch, Olbrich)
6. The Curse of Fëanor – 5:41 (testo: Kürsch – musica: Kürsch, Olbrich, Stauch, Siepen)
7. Captured – 0:26 (testo: Kürsch – musica: Kürsch, Olbrich)
8. Blood Tears – 5:20 (testo: Kürsch – musica: Kürsch, Olbrich)
9. Mirror Mirror – 5:06 (testo: Kürsch – musica: Kürsch, Olbrich)
10. Face the Truth – 0:27 (testo: Kürsch – musica: Kürsch, Olbrich)
11. Noldor (Dead Winter Reigns) – 6:49 (testo: Kürsch – musica: Kürsch, Olbrich)
12. Battle of Sudden Flame – 0:42 (testo: Kürsch – musica: Kürsch, Olbrich)
13. Time Stands Still (At the Iron Hill) – 4:54 (testo: Kürsch – musica: Kürsch, Olbrich)
14. The Dark Elf – 0:23 (testo: Kürsch – musica: Kürsch, Olbrich)
15. Thorn – 6:17 (testo: Kürsch – musica: Kürsch, Olbrich)
16. The Eldar – 3:38 (testo: Kürsch – musica: Kürsch, Olbrich, Michael Schüren)
17. Nom the Wise – 0:34 (testo: Kürsch – musica: Kürsch, Olbrich)
18. When Sorrow Sang – 4:25 (testo: Kürsch – musica: Kürsch, Olbrich)
19. Out on the Water – 0:44 (testo: Kürsch – musica: Kürsch, Olbrich)
20. The Steadfast – 0:21 (testo: Kürsch – musica: Kürsch, Olbrich)
21. A Dark Passage – 6:00 (testo: Kürsch – musica: Kürsch, Olbrich)
22. Final Chapter (Thus Ends...) – 0:51 (testo: Kürsch – musica: Kürsch, Olbrich)

### Disco 9:A Night at the Opera
Digitally Remastered 2012 & New Mix 2012
1. Precious Jerusalem – 6:19 (testo: Kürsch – musica: Kürsch, Olbrich)
2. Battlefield – 5:35 (testo: Kürsch – musica: Kürsch, Olbrich, Stauch)
3. Under the Ice – 5:44 (testo: Kürsch – musica: Kürsch, Olbrich)
4. Sadly Sings Destiny – 6:02 (testo: Kürsch – musica: Kürsch, Olbrich)
5. The Maiden and the Minstrel Knight – 5:28 (testo: Kürsch – musica: Kürsch, Olbrich)
6. Wait for an Answer – 6:28 (testo: Kürsch – musica: Kürsch, Olbrich)
7. The Soulforged – 5:16 (testo: Kürsch – musica: Kürsch, Olbrich, Stauch)
8. Age of False Innocence – 6:03 (testo: Kürsch – musica: Kürsch, Olbrich)
9. Punishment Divine – 5:39 (testo: Kürsch – musica: Kürsch, Olbrich)
10. And Then There Was Silence – 14:05 (testo: Kürsch – musica: Kürsch, Olbrich)

### Disco 10:Live (CD 1)
Digitally Remastered 2012
1. War of Wrath – 1:54 (testo: Kürsch – musica: Kürsch, Olbrich)
2. Into the Storm – 4:52 (testo: Kürsch – musica: Kürsch, Olbrich)
3. Welcome to Dying – 5:28 (testo: Kürsch – musica: Kürsch, Olbrich)
4. Nightfall – 6:20 (testo: Kürsch – musica: Kürsch, Olbrich)
5. The Script for My Requiem – 6:38 (testo: Kürsch – musica: Kürsch, Olbrich)
6. Harvest of Sorrow – 3:56 (testo: Kürsch – musica: Kürsch, Siepen, Stauch)
7. The Soulforged – 6:03 (testo: Kürsch – musica: Kürsch, Olbrich, Stauch)
8. Valhalla – 8:12 (testo: Kürsch – musica: Kürsch, Olbrich, Siepen, Stauch)
9. Majesty – 8:19 (testo: Kürsch – musica: Kürsch, Olbrich)
10. Mordred's Song – 6:46 (testo: Kürsch – musica: Kürsch, Olbrich)
11. Born in a Mourning Hall – 5:57 (testo: Kürsch – musica: Kürsch, Olbrich)

### Disco 11:Live (CD 2)
Digitally Remastered 2012
1. Under the Ice – 6:14 (testo: Kürsch – musica: Kürsch, Olbrich)
2. Bright Eyes – 5:26 (testo: Kürsch – musica: Kürsch, Olbrich)
3. Punishment Divine – 6:21 (testo: Kürsch – musica: Kürsch, Olbrich)
4. The Bard's Song (In the Forest) – 7:48 (testo: Kürsch – musica: Kürsch, Olbrich)
5. Imaginations from the Other Side – 9:40 (testo: Kürsch – musica: Kürsch, Olbrich)
6. Lost in the Twilight Hall – 7:09 (testo: Kürsch – musica: Kürsch, Olbrich, Siepen, Stauch)
7. A Past and Future Secret – 4:31 (testo: Kürsch – musica: Kürsch, Olbrich)
8. Time Stands Still (At the Iron Hill) – 5:52 (testo: Kürsch – musica: Kürsch, Olbrich)
9. Journey Through the Dark – 5:43 (testo: Kürsch – musica: Kürsch, Olbrich)
10. Lord of the Rings – 4:35 (testo: Kürsch – musica: Kürsch, Siepen)
11. Mirror Mirror – 6:06 (testo: Kürsch – musica: Kürsch, Olbrich)

### Disco 12:Imaginations Through the Looking Glass - Live in Coburg, 2003 (CD 1)
Digitally Remastered 2012
1. War of Wrath – 1:10 (testo: Kürsch – musica: Kürsch, Olbrich)
2. Time Stands Still (At the Iron Hill) – 5:16 (testo: Kürsch – musica: Kürsch, Olbrich)
3. Banish from Sanctuary – 6:09 (testo: Kürsch – musica: Kürsch, Olbrich, Siepen, Stauch)
4. Nightfall – 5:49 (testo: Kürsch – musica: Kürsch, Olbrich)
5. The Script for My Requiem – 6:11 (testo: Kürsch – musica: Kürsch, Olbrich)
6. Valhalla – 8:28 (testo: Kürsch – musica: Kürsch, Olbrich, Siepen, Stauch)
7. A Past and Future Secret – 4:02 (testo: Kürsch – musica: Kürsch, Olbrich)
8. Punishment Divine – 6:07 (testo: Kürsch – musica: Kürsch, Olbrich)
9. Mordred's Song – 5:53 (testo: Kürsch – musica: Kürsch, Olbrich)
10. The Last Candle – 7:33 (testo: Kürsch – musica: Kürsch, Siepen)
11. Bright Eyes – 5:23 (testo: Kürsch – musica: Kürsch, Olbrich)

### Disco 13:Imaginations Through the Looking Glass - Live in Coburg, 2003 (CD 2)
Digitally Remastered 2012
1. Lord of the Rings – 4:41 (testo: Kürsch – musica: Kürsch, Siepen)
2. I'm Alive – 5:46 (testo: Kürsch – musica: Kürsch, Olbrich)
3. Another Holy War – 5:00 (testo: Kürsch – musica: Kürsch, Olbrich)
4. And Then There Was Silence – 13:02 (testo: Kürsch – musica: Kürsch, Olbrich)
5. The Piper's Calling/Somewhere Far Beyond – 8:59 (testo: Kürsch – musica: Kürsch, Olbrich)
6. The Bard's Song (In the Forest) – 3:38 (testo: Kürsch – musica: Kürsch, Olbrich)
7. Imaginations from the Other Side – 7:58 (testo: Kürsch – musica: Kürsch, Olbrich)
8. And the Story Ends – 6:14 (testo: Kürsch – musica: Kürsch, Olbrich)
9. Mirror Mirror – 6:56 (testo: Kürsch – musica: Kürsch, Olbrich)

### Disco 14:Nightfall in Middle-Earth – Special Edition
Digitally Remastered 2012 & New Mix 2012
1. Into the Storm – 4:27 (testo: Kürsch – musica: Kürsch, Olbrich)
2. Nightfall – 5:34 (testo: Kürsch – musica: Kürsch, Olbrich)
3. The Curse of Fëanor – 5:44 (testo: Kürsch – musica: Kürsch, Olbrich, Stauch, Siepen)
4. Blood Tears (New Vocal Mix 2012) – 5:24 (testo: Kürsch – musica: Kürsch, Olbrich)
5. Mirror Mirror – 5:08 (testo: Kürsch – musica: Kürsch, Olbrich)
6. Noldor (Dead Winter Reigns) – 6:52 (testo: Kürsch – musica: Kürsch, Olbrich)
7. Time Stands Still (At the Iron Hill) – 4:56 (testo: Kürsch – musica: Kürsch, Olbrich)
8. Thorn – 6:18 (testo: Kürsch – musica: Kürsch, Olbrich)
9. The Eldar – 3:45 (testo: Kürsch – musica: Kürsch, Olbrich, Michael Schüren)
10. When Sorrow Sang – 4:28 (testo: Kürsch – musica: Kürsch, Olbrich)
11. A Dark Passage – 6:10 (testo: Kürsch – musica: Kürsch, Olbrich)

### Disco 15:An Extraordinary Tale (Rarità Live & Demo)
Digitally Remastered 2012
1. Welcome to Dying (Demo) – 4:43 (testo: Kürsch – musica: Kürsch, Olbrich)
2. Lord of the Rings (Demo) – 2:47 (testo: Kürsch – musica: Kürsch, Siepen)
3. The Bard's Song (In The Forest) (Demo) – 2:58 (testo: Kürsch – musica: Kürsch, Olbrich)
4. The Bard's Song (The Hobbit) (Demo) – 3:45 (testo: Kürsch – musica: Kürsch, Olbrich)
5. Theatre of Pain (Demo) – 4:06 (testo: Kürsch – musica: Kürsch, Olbrich)
6. Trial by Fire (Demo) – 3:45 (testo: Tippins – musica: Tippins)
7. The Quest for Tanelorn (Extended version) – 6:42 (testo: Kürsch – musica: Kürsch, Olbrich, Siepen, Hansen)
8. Harvest of Sorrow (2007 Remaster) – 3:39 (testo: Kürsch – musica: Kürsch, Siepen, Stauch)
9. I'm Alive (Demo) – 5:19 (testo: Kürsch – musica: Kürsch, Olbrich)

### Formazione
- Hansi Kürsch: voce, basso (dischi 1-7, 15), voce addizionale (8-9,14)
- André Olbrich: chitarra solista, chitarra ritmica (4,6-9), chitarra acustica (4,6-13), voce addizionale (1-5,10-13,15)
- Marcus Siepen: chitarra ritmica, chitarra acustica (4,10-13), voce addizionale (1-5,10-13,15)
- Thomas Stauch: batteria, percussioni

### Ospiti
- Ronnie Atkins: voce addizionale (6-7)
- Pad Bender: tastiere (9), effetti (9)
- Norman Eshley: narratore (8)
- Douglas Fielding: narratore (8)
- Hans-Peter Frey: batteria (1)
- Thomas Hackmann: voce addizionale (2-3,6-9,14)
- Kai Hansen: voce (2-3), chitarra solista (2-4), voce addizionale (3)
- Alex Holzwarth: batteria (10-11)
- Oliver Holzwarth: basso (8-14), voce addizionale (10-13)
- Billy King: voce addizionale (4,6-9,14)
- Rolf Köhler: voce (2,7), voce addizionale (1-4,6-9,14)
- Aman Malek: voce addizionale (2,7)
- Jacob Moth: chitarra acustica (6-7)
- Sascha Pierro: tastiere (9), effects (9)
- Peter Rübsam: cornamuse (4)
- Boris Schmidt: tastiere (9), effects (9)
- Olaf Senkbeil: voce addizionale (8-9,14)
- Michael Shüren: piano (7-9,14), tastiere (10-13), voce addizionale (10-13)
- Otto Sidenius: organo (7)
- Piet Sielck: voce addizionale (3,7), effects (3-4,7), chitarre (4)
- Christof Theisen: chitarra ritmica (1)
- Kalle Trapp: voce (2,7), chitarra solista (2,7), voce addizionale (3-4,7)
- Michael Voss: voce addizionale (1)
- Matthias Wiesner: tastiere (2-4,8-9,14) effects (3-4,6-9,14) basso (4,7)
- Stefan Will: piano (4,7)
- Marc Zee: tastiere (5), voce addizionale (5)
- Max Zelzner: flauti (8)